# Money on the Dash
Money on the Dash è un singolo della cantante statunitense Elley Duhé, pubblicato il 20 gennaio 2023.
La canzone ha come argomento l'energia e la sensazione che si prova accelerando e spingendo il pedale del gas al limite.

## Tracce
Testi e musiche di Elley Duhe, Whethan, Andrew Decaro, Nicholas Michael Lopez.
1. Money on the Dash – 2:26
2. Money on the Dash (sped up) – 1:57